# 埃格維斯巴赫

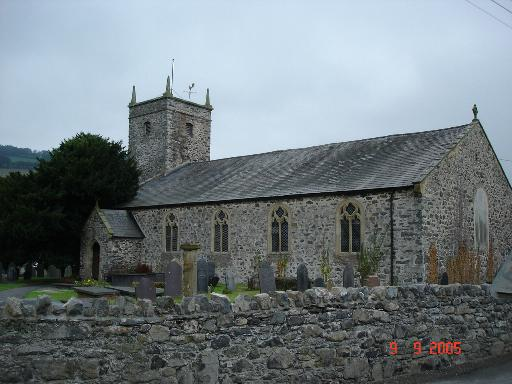
埃格維斯巴赫的聖馬丁教堂

埃格維斯巴赫（英語：Eglwysbach），英國威爾斯康威郡自治市的一條村落。當地每年8月都會舉辦農業及園藝展覽會，展示當地的牛羊，亦有馬術表演及擺賣的攤位。2011年人口普查顯示人口為935人，較10年前的928人有輕微的增長。

## 外部連結
- A Vision of Britain Through Time （页面存档备份，存于）
- British Listed Buildings （页面存档备份，存于）
- Clwyd Churches （页面存档备份，存于）
- Eglwysbach （页面存档备份，存于）
- Genuki （页面存档备份，存于）
- Geograph （页面存档备份，存于）
- Office for National Statistics （页面存档备份，存于）